# Касымалиев, Адылбек Алешович
Адылбек Алешович Касымалиев (кирг. Адылбек Алешович Касымалиев; род. 1 декабря 1960, с. Долон, Тюпский район, Иссык-Кульская область) — киргизский государственный и политический деятель. Председатель Кабинета министров Кыргызстана с 18 декабря 2024 года.

## Биография
Родился 1 декабря 1960 года в селе Долон Тюпского района Иссык-Кульской области. 
В 1984 году окончил Ленинградский финансово-экономический институт по специальности «Экономист».
В 1984—1988 годах — младший научный сотрудник Научно-исследовательского института экономики и экономико-математических методов планирования Госплана Киргизской ССР.
В 1988—1990 годах — начальник Финансовой службы дорожно-строительного батальона.
В 1990—1993 годах — заместитель начальника Государственной налоговой инспекции по Октябрьскому району г. Бишкек.
В 1993—1994 годах — первый заместитель начальника Государственной налоговой инспекции по Октябрьскому району г. Бишкек.
В 1994—1995 годах — начальник отдела Государственной налоговой инспекции при Министерстве финансов Кыргызской Республики.
В 1995—1996 годах — начальник отдела № 2, заместитель начальника  управления внешнего контроля Государственной налоговой инспекции при Министерстве финансов Кыргызской Республики.
В 1996—1997 годах — заместитель начальника управления налоговой политики и прогнозирования доходов в Министерстве финансов Кыргызской Республики.
В 1997—1998 годах — начальник отдела налоговой политики и законодательных нормативов в Министерстве финансов Кыргызской Республики.
В 1998—2000 годах — начальник управления налоговой политики и прогнозирования доходов в Министерстве финансов Кыргызской Республики.
В 2000—2001 годах — начальник управления налоговой и таможенной политики в Министерстве финансов Кыргызской Республики.
В 2001—2002 годах — начальник управления фискальной политики в Министерстве финансов Кыргызской Республики.
В 2002 году — заместитель председателя Социального фонда Кыргызской Республики.
В 2003—2005 годах — первый заместитель председателя Комитета по доходам при Министерстве финансов Кыргызской Республики.
В 2005—2007 годах — первый заместитель председателя Государственной налоговой инспекция при Правительстве Кыргызской Республики.
В 2007—2009 годах — заместитель председателя Государственного комитета Кыргызской Республики по налогам и сборам.
В 2009—2010 годах — заместитель председателя Государственной налоговой службы при Правительстве Кыргызской Республики.
В 2010—2011 годах — председатель Государственной налоговой службы при Правительстве Кыргызской Республики.
В 2011—2012 годах — заместитель министра в Министерстве экономического регулирования Кыргызской Республики.
В 2012—2015 годах — заместитель министра в Министерстве экономики Кыргызской Республики.
В 2015—2018 годах — министр финансов Кыргызской Республики.
В 2019—2020 годах — директор общественного фонда «Фонд социального партнёрства по развитию регионов».
В 2020—2021 годах — председатель общественного фонда «Фонд социального партнёрства по развитию регионов».
В 2021—2022 годах — член правления Венгерско-Кыргызского фонда развития.
С 14 мая 2021 по 2022 год — заместитель руководителя администрации президента Кыргызской Республики.
С 15 по 17 июня 2022 года — исполняющий обязанности первого заместителя Председателя Кабинета министров Кыргызской Республики.
С 17 июня 2022 по 16 декабря 2024 года — первый заместитель Председателя Кабинета министров Кыргызской Республики.
С 16 по 18 декабря 2024 года — исполняющий обязанности Председателя Кабинета министров Кыргызской Республики — Руководителя Администрации Президента Кыргызской Республики.
С 18 декабря 2024 года — 3-й Председатель Кабинета министров Кыргызской Республики — Руководитель Администрации Президента Кыргызской Республики.